# Artur Phleps
Artur Gustav Martin Phleps (Birthälm, 29 de novembro de 1881–Șimand, 21 de setembro de 1944) foi um oficial do exército austro-húngaro, romeno e alemão que ocupou o posto de SS-Obergruppenführer und General der Waffen-SS (tenente-general) na Waffen-SS durante a Segunda Guerra Mundial. Nos julgamentos de Nuremberg do pós-guerra, a Waffen-SS – dos quais Phleps era um oficial sênior – foi declarada uma organização criminosa devido ao seu grande envolvimento em crimes de guerra e crimes contra a humanidade. Oficial do Exército Austro-Húngaro antes e durante a Primeira Guerra Mundial, Phleps especializou-se em guerra de montanha e logística, e foi promovido a Oberstleutnant (tenente-coronel) no final da guerra. Durante o período entreguerras ingressou no Exército Romeno, alcançando o posto de Generalul-locotenent (major-general), e também se tornou conselheiro do Rei Carlos II da Romênia. Depois de se manifestar contra o governo, ele foi afastado e pediu para ser demitido do exército.
Em 1941 ele deixou a Romênia e ingressou na Waffen-SS como SS-Standartenführer (coronel) sob o nome de solteira de sua mãe, Stolz. Vendo ação na Frente Oriental como comandante de regimento da Divisão Motorizada SS Wiking, mais tarde ele criou e comandou a 7ª Divisão Voluntária de Montanha SS Prinz Eugen, criou a 13ª Divisão de Montanha Waffen da SS Handschar (1ª Croata) e comandou o V Corpo de Montanha SS. Unidades sob seu comando cometeram muitos crimes contra a população civil do Estado Independente da Croácia, do território da Sérvia ocupado pelos alemães e da província italiana de Montenegro.   Sua nomeação final foi como general plenipotenciário no sul de Siebenbürgen (Transilvânia) e no Banato, durante a qual organizou a evacuação dos Volksdeutsche (étnicos alemães) de Siebenbürgen para o Reich. Além da Cruz de Cavaleiro da Cruz de Ferro, Phleps foi condecorado com a Cruz Alemã em Ouro e, depois de ser morto em setembro de 1944, recebeu as Folhas de Carvalho de sua Cruz de Cavaleiro.

## Biografia

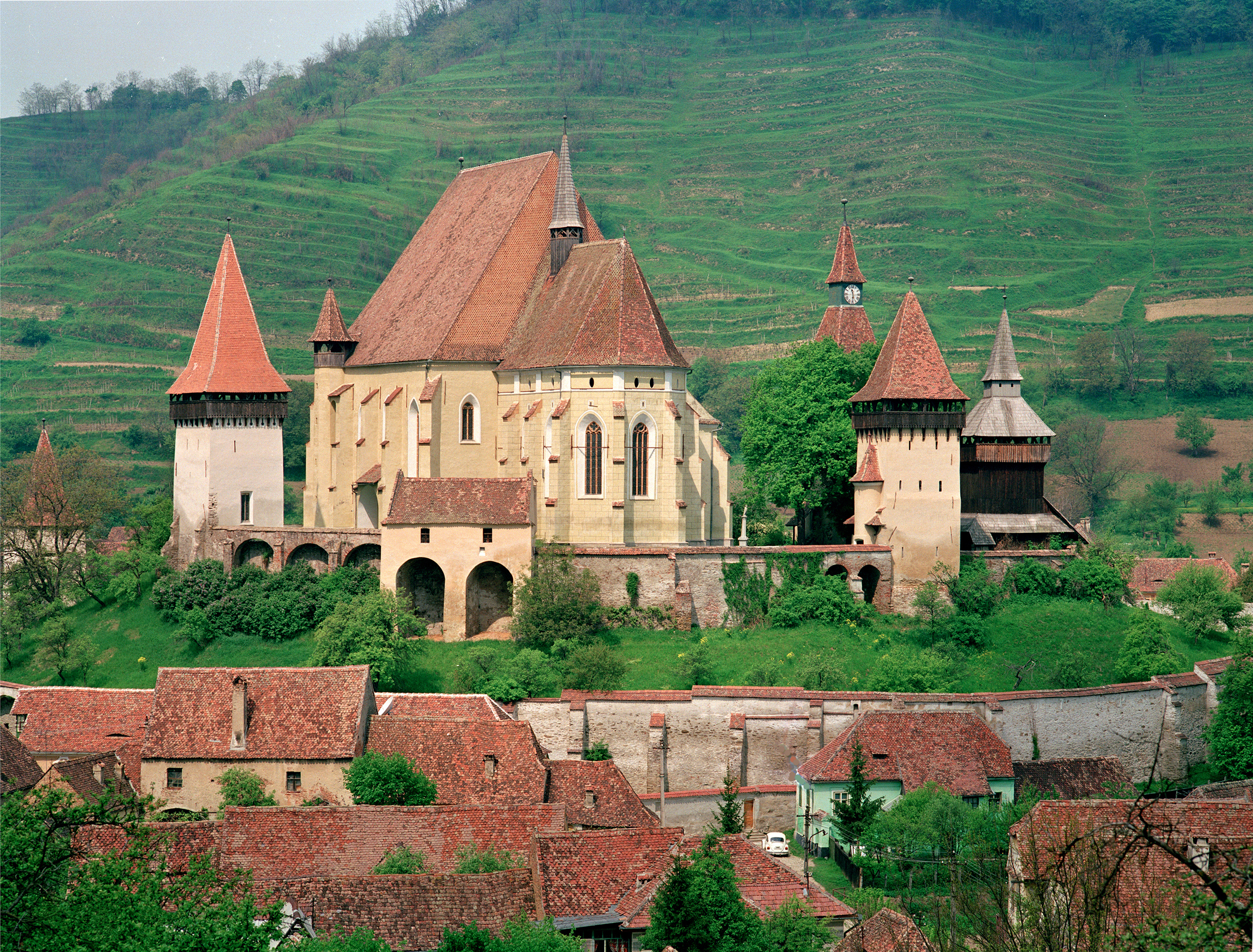
Local de nascimento de Phleps, Birthälm, em Siebenbürgen (atual Transilvânia)

Phleps nasceu em Birthälm (Biertan), perto de Hermannstadt em Siebenbürgen, então parte do Império Austro-Húngaro (atual Transilvânia, Romênia).  Na época, Siebenbürgen era densamente povoada por alemães étnicos, comumente chamados de saxões da Transilvânia. Ele era o terceiro filho de um cirurgião, Dr. Gustav Phleps e Sophie (nascida Stolz), filha de um camponês. Ambas as famílias viveram em Siebenbürgen durante séculos.   Depois de terminar a escola Luterana Realschule em Hermannstadt,  Phleps ingressou na escola de cadetes Imperial e Real em Pressburg (atual Eslováquia) em 1900, e em 1 de novembro de 1901 foi comissionado como Leutnant (tenente) no 3º Regimento do Tiroler Kaiserjäger (infantaria de montanha).  
Em 1903, Phleps foi transferido para o 11º Batalhão Feldjäger (rifle) em Güns (na atual Hungria),  e em 1905 foi aceito na Academia Militar Theresiana em Wiener Neustadt. Concluiu os estudos em dois anos e foi considerado apto para o serviço no Estado-Maior. Após a promoção a Oberleutnant (primeiro-tenente), ele foi transferido para o estado-maior do 13º Regimento de Infantaria em Esseg, na Eslavônia, e depois para a 6ª Divisão de Infantaria em Graz. Isto foi seguido por uma promoção a Hauptmann (capitão) em 1911, juntamente com um cargo no estado-maior do XV Corpo de Exército em Sarajevo. Lá, especializou-se em mobilização e comunicações, no difícil terreno da Bósnia e Herzegovina.  

## Primeira Guerra Mundial
Com a eclosão da Primeira Guerra Mundial, Phleps servia no estado-maior da 32ª Divisão de Infantaria em Budapeste. Sua divisão esteve envolvida nos primeiros estágios da campanha sérvia, durante a qual Phleps foi transferido para o estado-maior de operações do Segundo Exército. Este exército foi logo retirado da frente sérvia e implantado através dos Montes Cárpatos para a província austro-húngara da Galiza (atual Polônia e Ucrânia), para se defender contra uma ofensiva bem sucedida do Exército Imperial Russo. O Segundo Exército continuou a lutar contra os russos dentro e ao redor dos Cárpatos durante o inverno de 1914-1915. Em 1915 Phleps foi novamente transferido, desta vez para o Armeegruppe Rohr comandado pelo General der Kavallerie (tenente-general) Franz Rohr von Denta, que foi formado nos Alpes austríacos, em resposta à declaração de guerra italiana em maio de 1915. O Armeegruppe Rohr tornou-se a base para a formação do 10º Exército, com sede em Villach. Posteriormente, Phleps tornou-se vice-intendente do 10º Exército, responsável por organizar o abastecimento das tropas que lutavam contra os italianos nas montanhas.  
Em 1º de agosto de 1916, Phleps foi promovido a major.  Mais tarde naquele mês, o rei Fernando I da Romênia liderou o Reino da Romênia na adesão à Tríplice Entente, invadindo posteriormente a terra natal de Phleps, Siebenbürgen. Em 27 de agosto, Phleps tornou-se chefe do Estado-Maior da 72ª Divisão de Infantaria, que esteve envolvida em operações austro-húngaras para repelir a invasão romena. Ele permaneceu neste teatro de operações pelos próximos dois anos, servindo como intendente-chefe do 9º Exército Alemão,  e foi condecorado com a Cruz de Ferro de 2ª Classe, em 27 de janeiro de 1917.  Em 1918 ele retornou às montanhas quando foi transferido para o Armeegruppe Tirol, e encerrou a guerra como Oberstleutnant (tenente-coronel) e intendente-chefe de toda a Frente Alpina.  

## Entreguerras
Após a guerra o Império Austro-Húngaro foi dissolvido, e Phleps regressou à sua terra natal, que se tinha tornado parte do Reino da Roménia pelo Tratado de Trianon. Ele se juntou ao exército romeno e foi nomeado comandante da Guarda Nacional Saxônica, uma milícia formada pelo povo de língua alemã de Siebenbürgen. Nesta função, opôs-se ao governo revolucionário comunista húngaro de Béla Kun, que lutou contra a Romênia em 1919 . Durante uma batalha no rio Tisza contra as forças de Kun, Phleps desobedeceu às ordens diretas e foi posteriormente levado à corte marcial . O julgamento concluiu que ele salvou as forças romenas através das suas ações e foi promovido a Oberst (coronel).  Ele comandou o 84º Regimento de Infantaria, depois ingressou no quartel-general do exército e começou a lecionar logística na Academia de Guerra Romena, em Bucareste. Ele participou do V Corpo do Exército em Brașov e publicou um livro intitulado Logística: Noções básicas de organização e execução em 1926, que se tornou o trabalho padrão em logística para o exército romeno.   Ironicamente, depois que o livro foi publicado, Phleps foi reprovado em seu primeiro exame geral sobre logística.  Ele comandou várias unidades romenas, incluindo a 1ª Brigada do vânători de munte (tropas de guardas florestais), servindo também como conselheiro militar do rei Carlos II na década de 1930.   Phleps alcançou o posto de General-locotenente (major-general), apesar de seu suposto desdém pela corrupção, intriga e hipocrisia da corte real.  Depois de criticar a política do governo  e chamar publicamente o rei Carol de mentiroso quando outro general tentou distorcer suas palavras,  ele foi transferido para a reserva em 1940 e finalmente demitido do serviço a seu próprio pedido em 1941. 

## Segunda Guerra Mundial

### Divisão Motorizada SSWiking
Em novembro de 1940, com o apoio do líder do Volksgruppe em Rumänien (alemães étnicos na Romênia), Andreas Schmidt, Phleps escreveu ao principal oficial de recrutamento da Waffen-SS SS- Brigadeführer und Generalmajor der Waffen SS (brigadeiro) Gottlob Berger oferecendo seus serviços ao Terceiro Reich. Posteriormente, ele pediu permissão para deixar a Romênia para ingressar na Wehrmacht, e isso foi aprovado pelo recém-empossado Conducător (líder) romeno, o ditador General Ion Antonescu.  Em vez disso, Phleps se ofereceu como voluntário para a Waffen-SS,  alistando-se com o nome de solteira de sua mãe, Stolz.  Segundo o historiador Hans Bergel, Phleps ingressou na Waffen-SS porque o Volksdeutsche não foi autorizado a ingressar na Wehrmacht .  Ele foi nomeado SS-Standartenführer (coronel) pelo Reichsführer-SS Heinrich Himmler e juntou-se à Divisão Motorizada SS Wiking,  onde comandou voluntários holandeses, flamengos, dinamarqueses, noruegueses, suecos e finlandeses.  Quando Hilmar Wäckerle, comandante do Regimento SS Westland, foi morto em combate perto de Lvov no final de junho de 1941, Phleps assumiu o comando desse regimento. Ele se destacou nos combates em Kremenchuk e Dnipropetrovsk na Ucrânia, comandou seu próprio Kampfgruppe,  tornou-se confidente do Generalmajor (brigadeiro) Hans-Valentin Hube, comandante da 16ª Divisão Panzer, e foi posteriormente promovido a SS-Oberführer (coronel sênior).  Em julho de 1941 ele foi premiado com o broche de 1939 para sua Cruz de Ferro (1914) 2ª Classe e depois a Cruz de Ferro (1939) 1ª Classe. 

### 7ª Divisão de Montanha Voluntária SSPrinz Eugen
Em 30 de dezembro de 1941, Generalfeldmarschall (marechal de campo) Wilhelm Keitel informou Himmler que Adolf Hitler havia autorizado a criação de uma sétima divisão Waffen-SS dos Volksdeutsche (étnicos alemães) da Iugoslávia.  Nesse ínterim, Phleps voltou ao nome de nascimento do nome de solteira de sua mãe. Duas semanas depois, o SS-Brigadeführer und Generalmajor der Waffen SS Phleps foi selecionado para organizar a nova divisão.  Em 1º de março de 1942, a divisão foi oficialmente designada Divisão SS-Freiwilligen "Prinz Eugen" .  Phleps foi promovido a SS- Gruppenführer und Generalleutnant der Waffen SS (major-general) em 20 de abril de 1942. Após recrutamento, formação e treinamento na região do Banato em outubro de 1942, os dois regimentos e armas de apoio foram implantados na parte sudoeste do território da Sérvia ocupado pelos alemães como uma força antipartisan. Com sede em Kraljevo, com os seus dois regimentos de infantaria de montanha centrados em Užice e Raška, a divisão continuou o seu treino. Algumas baterias de artilharia, o batalhão antiaéreo, o batalhão de motocicletas e o esquadrão de cavalaria continuaram a se formar no Banat.  Durante seu tempo na 7ª Divisão SS, Phleps foi referido como "Papa Phleps" por suas tropas. 
No início de outubro de 1942, a divisão iniciou a Operação Kopaonik, visando a força Chetnik do Major Dragutin Keserović nas montanhas Kopaonik. A operação terminou com pouco sucesso, pois os Chetniks foram avisados da operação e conseguiram evitar o contato. Depois de um inverno tranquilo, em janeiro de 1943, Phleps desdobrou a divisão para o Estado Independente da Croácia (NDH) para participar do Caso White .  Entre 13 de fevereiro e 9 de março de 1943, ele foi responsável pelos aspectos iniciais da formação da 13ª Divisão de Montanha Waffen do SS Handschar (1º Croata) no NDH, além de suas funções de comando da 7ª Divisão SS.  Em sua história fortemente apologética da divisão que mais tarde comandou,  Otto Kumm afirma que a 7ª Divisão SS capturou Bihać e Bosanski Petrovac, matou mais de 2.000 guerrilheiros e capturou quase 400 durante o Caso White.  Após um breve descanso e reequipamento em abril, a divisão foi enviada para Case Black em maio e junho de 1943, durante o qual avançou da área de Mostar para a província italiana de Montenegro matando, de acordo com Kumm, 250 guerrilheiros e capturando mais de 500.  O historiador Thomas Casagrande observa que todas as unidades alemãs que lutavam contra os guerrilheiros contavam rotineiramente os civis que assassinaram como guerrilheiros. Portanto, pode-se presumir que o número relatado de vítimas infligidas incluiu muitos civis.  A divisão desempenhou um papel decisivo durante os combates. Embora Himmler já tivesse planejado conceder a Phleps a Cruz de Cavaleiro da Cruz de Ferro por seu papel na organização da 7ª Divisão SS, foi pelas conquistas de sua divisão durante o Caso Black que Phleps recebeu o prêmio. Phleps também foi retratado na revista SS Das Schwarze Korps.  Ele recebeu a Cruz de Cavaleiro em julho de 1943,  enquanto também era promovido a Obergruppenführer und General der Waffen-SS (tenente-general),  e colocado no comando do V Corpo de Montanha SS. 
Em maio de 1943, Phleps ficou frustrado com o fracasso de seus aliados italianos em cooperar com as operações alemãs, o que foi demonstrado em sua reputação de discurso franco. Durante uma reunião com seu homólogo italiano em Podgorica, Montenegro, Phleps chamou o comandante do corpo italiano, general Ercole Roncaglia, de "macarrão preguiçoso".  Phleps repreendeu seu intérprete da Wehrmacht, Leutnant Kurt Waldheim, por suavizar sua linguagem, dizendo: "Escute, Waldheim, eu sei um pouco de italiano e você não está traduzindo o que estou dizendo a esse fulano".  Noutra ocasião, ameaçou atirar em sentinelas italianas que atrasavam a sua passagem por um posto de controlo.  Em 15 de maio de 1943, Phleps entregou o comando da divisão ao SS-Brigadeführer und Generalmajor der Waffen SS Karl von Oberkamp. 
Enquanto estava sob o comando de Phleps, a divisão cometeu muitos crimes contra a população civil do NDH, especialmente durante o Caso White e o Caso Black.  Estes incluíram "aldeias em chamas, massacre de habitantes, tortura e assassinato de guerrilheiros capturados", daí a divisão desenvolver uma reputação distinta de crueldade.  Estas acusações foram negadas por Kumm, entre outros. Ainda assim, as ordens divisionais apelavam rotineiramente à aniquilação da população civil hostil e os documentos da Waffen-SS mostram que estas ordens eram regularmente postas em prática. Por exemplo, o representante da polícia de Himmler no NDH, SS-Brigadeführer und Generalmajor der Polizei Konstantin Kammerhofer, relatou em 15 de julho de 1943 que unidades da 7ª Divisão SS haviam atirado na população muçulmana de Kosutica, cerca de 40 homens, mulheres e crianças reunidos em uma igreja". A divisão alegou que “bandidos” da aldeia abriram fogo, mas a polícia não conseguiu descobrir quaisquer vestígios de combate. Tais incidentes, que comprometeram o plano de criar uma divisão SS muçulmana, levaram a uma disputa entre Kammerhofer e o sucessor de Phleps, Oberkamp. Himmler ordenou que Phleps interviesse e relatou em 7 de setembro de 1943 que não conseguia descobrir nada de errado com os tiroteios em Kosutica e que Kammerhofer e Oberkamp haviam resolvido sua disputa.  Os crimes de guerra cometidos pela 7ª Divisão SS tornaram-se objeto de controvérsia internacional quando o serviço de Waldheim nos Bálcãs se tornou público em meados da década de 1980, durante a sua candidatura bem-sucedida à presidência austríaca. 

### V Corpo de Montanha SS
As formações sob o comando do V SS Mountain Corps variaram durante o comando de Phlep. Em julho de 1944, consistia na 118ª Divisão Jäger e na 369ª Divisão de Infantaria (croata), além da 7ª e 13ª divisões SS. Durante todo o comando de Phlep, o corpo esteve sob o controle geral do 2º Exército Panzer e conduziu operações antipartidárias em todo o NDH e Montenegro.  Essas operações incluíram as Operações "Kugelblitz" e "Schneesturm", que fizeram parte de uma grande ofensiva no leste da Bósnia em dezembro de 1943, mas tiveram apenas um sucesso limitado.  Phleps encontrou-se pessoalmente com Hitler para discutir o planejamento da Operação "Kugelblitz". 
Devido à natureza pouco confiável das tropas leais ao governo NDH, Phleps utilizou as forças Chetnik como auxiliares, afirmando a um oficial visitante que não poderia desarmar os Chetniks a menos que o governo NDH lhe fornecesse a mesma força em tropas confiáveis.  Em janeiro de 1944, devido ao temor de que os Aliados Ocidentais invadissem ao longo da costa e das ilhas da Dalmácia, o V Corpo de Montanha SS forçou a evacuação em massa de civis do sexo masculino com idades entre 17 e 50 anos daquela área. Phleps foi criticado tanto pelo NDH quanto pelas autoridades alemãs pela dureza com que a evacuação foi realizada.  Durante os primeiros seis meses de 1944, elementos do V Corpo de Montanha SS estiveram envolvidos na Operação "Waldrausch" no centro da Bósnia,  Operação "Maibaum" no leste da Bósnia,  e na Operação "Rösselsprung", a tentativa de capturar ou matar o líder partisan Josip Broz Tito. 
Em 20 de junho de 1944, Phleps foi condecorado com a Cruz Alemã em Ouro.  Em setembro, foi nomeado general plenipotenciário das tropas de ocupação alemãs na Transilvânia do Sul e no Banato, organizando a fuga do Volksdeutsche da Transilvânia do Norte à frente do avanço do Exército Vermelho Soviético. 

## Morte e consequências
Após o golpe de estado romeno de 23 de agosto de 1944, que depôs Antonescu, a caminho de um encontro com Himmler em Berlim, Phleps e sua comitiva fizeram um desvio para reconhecer a situação perto de Arad, na Romênia, após receberem relatos de avanços soviéticos naquele país. Acompanhado apenas pelo seu ajudante e pelo seu motorista, e sem saber da presença de unidades do Exército Vermelho nas proximidades, entrou em Șimand, uma aldeia a aproximadamente 20 quilômetros (12 mi) ao norte de Arad, na tarde de 21 de setembro de 1944. As forças soviéticas já estavam na aldeia e Phleps e seus homens foram capturados e levados para interrogatório. Quando o edifício onde estavam detidos foi atacado por aviões alemães no final da tarde, os prisioneiros tentaram escapar e foram baleados pelos seus guardas.  Bergel suspeita que Phleps tenha sido armado por oficiais do exército húngaro que descobriram que ele sabia dos planos para a Hungria mudar de lado, como a Roménia tinha feito pouco antes.  Os pertences pessoais de Phleps, incluindo sua carteira de identidade, etiquetas e condecorações, foram encontrados por uma patrulha húngara e entregues às autoridades alemãs em 29 de setembro de 1944. Phleps estava listado como desaparecido em combate desde 22 de setembro de 1944, quando não compareceu ao encontro com Himmler, que havia emitido um mandado de prisão. 
Phleps foi condecorado postumamente com as Folhas de Carvalho de sua Cruz de Cavaleiro em 24 de novembro de 1944,  que foi entregue a seu filho, SS-Obersturmführer (primeiro-tenente) Dr.med. Reinhart Phleps,  médico do batalhão servindo na 7ª Divisão SS.   Logo após sua morte, o 13º Regimento Gebirgsjäger da 7ª Divisão SS recebeu o título de Artur Phleps em sua homenagem.  Phleps era casado; o nome de sua esposa era Grete e além do filho Reinhart, eles tiveram uma filha, Irmingard.  Um dos irmãos de Phleps tornou-se médico e o outro foi professor na Universidade Técnica de Danzig, hoje Universidade de Tecnologia de Gdańsk. 

## Acusações de crimes de guerra
Phleps foi acusado pelas autoridades iugoslavas de crimes de guerra associados às atrocidades cometidas pela 7ª Divisão SS na área de Nikšić, em Montenegro, durante o Caso Black, enquanto estava sob seu comando. Nos julgamentos de Nuremberg, em 6 de agosto de 1946, um documento da Comissão Estatal Iugoslava para Crimes de Ocupantes e seus Colaboradores sobre os crimes da 7ª Divisão SS foi citado da seguinte forma: 
No final de maio de 1943, a divisão chegou a Montenegro, na região de Niksic, para participar da quinta ofensiva inimiga em conjunto com as tropas italianas. [...] Os oficiais e homens da divisão SS Prinz Eugen cometeram crimes de uma crueldade escandalosa nesta ocasião. As vítimas foram baleadas, massacradas e torturadas, ou queimadas até a morte em casas em chamas. [...] Foi estabelecido a partir das investigações iniciadas que 121 pessoas, a maioria mulheres, incluindo 30 pessoas com idades entre 60 e 92 anos e 29 crianças com idades entre 6 meses e 14 anos, foram executadas nesta ocasião no maneira horrível narrada acima. As aldeias [e segue a lista das aldeias] foram incendiadas e arrasadas. [...] Por todos esses crimes de guerra mais graves, os responsáveis, além dos verdadeiros culpados - os membros da Divisão SS Prinz Eugen - são todos superiores e todos os comandantes subordinados como as pessoas que emitem e transmitem as ordens de assassinato e devastação. Entre outros são conhecidos os seguintes criminosos de guerra: SS Gruppenfuehrer e Tenente General da Waffen-SS Phleps; Comandante Divisional, Major General da Waffen-SS Karl von Oberkamp; Comandante do 13º Regimento, mais tarde Comandante Divisional, Major General Gerhard Schmidhuber...
Os julgamentos de Nuremberga do pós-guerra fizeram o julgamento declaratório de que a Waffen-SS era uma organização criminosa devido ao seu grande envolvimento em crimes de guerra e crimes contra a humanidade, incluindo o assassinato de prisioneiros de guerra e atrocidades cometidas em países ocupados. 

## Condecorações
Phleps recebeu as seguintes condecorações durante seu serviço:
- Medalha de Mérito Militar Austro-Hungara (Signum Laudis)
  - em Bronze com condecoração de guerra e espadas em 13 de outubro de 1914[55]
  - em Prata com condecoração de guerra em 15 de março de 1916[55]
- Cruz de Mérito Militar Austro-Hungara 3ª Classe com condecoração de guerra e espadas em 3 de julho de 1915[55]
- Condecoração por serviços prestados à Cruz Vermelha de 2ª classe com condecoração de guerra em 23 de outubro de 1915[55]
- Cruz de Ferro Prussiana (1914) 2ª Classe em 27 de janeiro de 1917[8]
- Ordem Austríaca da Coroa de Ferro, 3ª Classe, com condecorações de guerra e espadas em 24 de abril de 1917[55]
- Cruz de Oficiais da Ordem de Francisco José com condecoração de guerra e espadas em 23 de julho de 1918[55]
- Ordem da Estrela da Romênia
  - Cruz de Oficiais com espadas na barreta do mérito militar em 12 de março de 1920[55]
  - Cruz de Comandante em 28 de fevereiro de 1933[55]
- Cruz de Guerra da Tchecoslováquia em 1 de março de 1928[55]
- Ordem da Coroa Iugoslava, 2ª Classe, em 1933[55]
- Ordem do Mérito Militar Búlgaro, 2ª Classe, em 26 de abril de 1934[55]
- Ordem da Coroa Romena
  - Comandante em 1º de janeiro de 1927[55]
  - Grã-Cruz em 10 de maio de 1939[55]
- Fecho à Cruz de Ferro, (1939) 2ª Classe em 10 de julho de 1941[8]
- Cruz de Ferro, 1ª Classe, em 26 de julho de 1941[8]
- Distintivo da Infantaria de Assalto em Bronze em 7 de novembro de 1943[55]
- German Cross in Gold on 20 June 1944 as SS-Obergruppenführer und General der Waffen-SS in the V SS Mountain Corps[56]
- Cruz de Cavaleiro da Cruz de Ferro com Folhas de Carvalho
  - Cruz de Cavaleiro em 4 de julho de 1943 como SS-Brigadeführer und Generalmajor der Waffen SS e comandante da Divisão SS "Prinz Eugen"[57][Nota 1]
  - 670º Folha de Carvalho em 24 de novembro de 1944 (postumamente) como SS-Obergruppenführer und General der Waffen-SS, comandante geral do V Corpo de Montanha SS e SS Superior e Líder de Polícia também como comandante-chefe em Siebenbürgen.[58][59]